# Барон (Гар)
Барон (фр. Baron) насеље је и општина у јужној Француској у региону Лангдок-Русијон, у департману Гар која припада префектури Ним.
По подацима из 2011. године у општини је живело 335 становника, а густина насељености је износила 33,3 становника/km². Општина се простире на површини од 10,06 km². Налази се на средњој надморској висини од 200 метара (максималној 364 m, а минималној 128 m).

## Демографија
| 1962. | 1968. | 1975. | 1982. | 1990. | 1999. | 2011. |
| ----- | ----- | ----- | ----- | ----- | ----- | ----- |
| 191   | 165   | 154   | 201   | 199   | 229   | 335   |

График промене броја становника у току последњих година